# Жданов, Гавриил Васильевич
Гаврии́л Васи́льевич Жда́нов (25 марта 1882 — 1945) — русский офицер, герой Первой мировой войны, участник Белого движения.

## Биография
Из мещан.
В 1906 году окончил Казанское пехотное юнкерское училище, откуда был выпущен подпоручиком в 263-й пехотный резервный Новобаязетский полк, в 1910 году развернутый в 207-й пехотный Новобаязетский полк. В Первую мировую войну поручик Жданов вступил со своим полком. Был пожалован Георгиевским оружием
За то, что 14 декабря 1914 года, командуя батальоном и получив приказание выбить противника из д. Поток, умело и решительно повел батальон в наступление при крайне тяжелых местных условиях; выбил противника из окопов штыковым ударом и с 9 час. вечера до 5 час. утра удерживал занятую позицию, отбив за это время три контр-атаки превосходных сил противника.
На 27 февраля 1915 года — поручик, на 5 мая 1915 года — штабс-капитан. Был удостоен ордена Святого Георгия 4-й степени
За то, что состоя в 207-м пехотном Новобаязетском полку, в бою 30 мая 1915 года у д. Черце, имея под своим начальством учебную команду в составе 94-х штыков, когда беспрерывно продолжавший наступать противник, заставил наши части очистить холм у д. Черце, по соседству с выс. 220, в этом месте образовался прорыв, с командующим положением относительно соседней влево части, противник быстро стал накапливаться на этом холме и угрожать соседям влево и вправо, прочно удерживая свою позицию на выс. 220, выбил противника с этого холма и удержал его за собой. Вслед за сим, роты, начавшие было окапываться у д. Кржизаки правее выс. 220, от сильного огня противника не могли здесь удержаться и отошли на выс. 218. Капитан Жданов взял под фланговый обстрел и этот участок, чем и здесь удержал продвижение противника. В течение ночи неприятель подвергал выс. 220 сосредоточенному ураганному огню артиллерии, пять раз бросался в атаку на редут, но каждый раз был отбиваем. Таким образом, действиями капитана Жданова, был удержан важнейший центральный пункт нашей позиции, чем предотвращен прорыв нашего фронта на этом участке и очищение позиции на соседних участках.
21 января 1916 года капитан Жданов переведен во 2-й Особый пехотный полк. На 26 августа 1916 года — подполковник того же полка, к концу 1917 года — полковник.
С началом Гражданской войны прибыл на Дон в Добровольческую армию. Участвовал в 1-м Кубанском походе, затем служил в Марковской дивизии в составе Вооруженных сил Юга России и Русской армии Врангеля вплоть до эвакуации Крыма. В Галлиполи — в составе Марковского полка. Был произведен в генерал-майоры.
В эмиграции в Болгарии. После смерти генерал-майора М. А. Пешня в 1936 году был назначен командиром Марковского полка. Собирал материалы по истории части. Во время Второй мировой войны возглавил группу марковцев, которая в 1942 году прибыла в Югославию и вступила в Русский корпус. Умер (по другим данным — убит) в 1945 году.

## Награды
- Орден Святой Анны 3-й ст.
- Орден Святой Анны 4-й ст. с надписью «за храбрость» (ВП 27.02.1915)
- Георгиевское оружие (ВП 5.05.1915)
- мечи и бант к ордену Св. Анны 3-й ст. (ВП 3.02.1916)
- Орден Святого Георгия 4-й ст. (ВП 26.08.1916)
- Орден Святой Анны 2-й ст. с мечами (ПАФ 21.03.1917)